# Aartsbisdom Gatineau
Het aartsbisdom Gatineau (Latijn: Archidioecesis Gatinensis) is een rooms-katholiek aartsbisdom met als zetel Gatineau, in Canada. De aartsbisschop van Gatineau is metropoliet van de kerkprovincie Gatineau, waartoe ook de volgende suffragane bisdommen behoren:
- Amos
- Rouyn-Noranda

## Geschiedenis
Het aartsbisdom werd opgericht op 27 april 1963, als het bisdom Hull, uit delen van het aartsbisdom Ottawa. Op 1 maart 1982 veranderde het van naam naar Gatineau-Hull, waarna het op 31 oktober 1990 werd verheven tot metropolitaan aartsbisdom. Op 28 oktober 2005 veranderde het nogmaals van naam naar aartsbisdom Gatineau. 

## Parochies
Het aartsbisdom had in 2021 een oppervlakte van 5.291 km2 en telde 369.174 inwoners waarvan 72,0% rooms-katholiek was.

## Ordinarii

### Bisschoppen
- Paul-Émile Charbonneau (21 mei 1963 - 12 april 1973)
- Joseph Adolphe Proulx (13 februari 1974 - 22 juli 1987)

### Aartsbisschoppen
- Roger Ébacher (30 maart 1988 - 12 oktober 2011)
- Paul-André Durocher (12 oktober 2011 - heden)

## Galerij van afbeeldingen

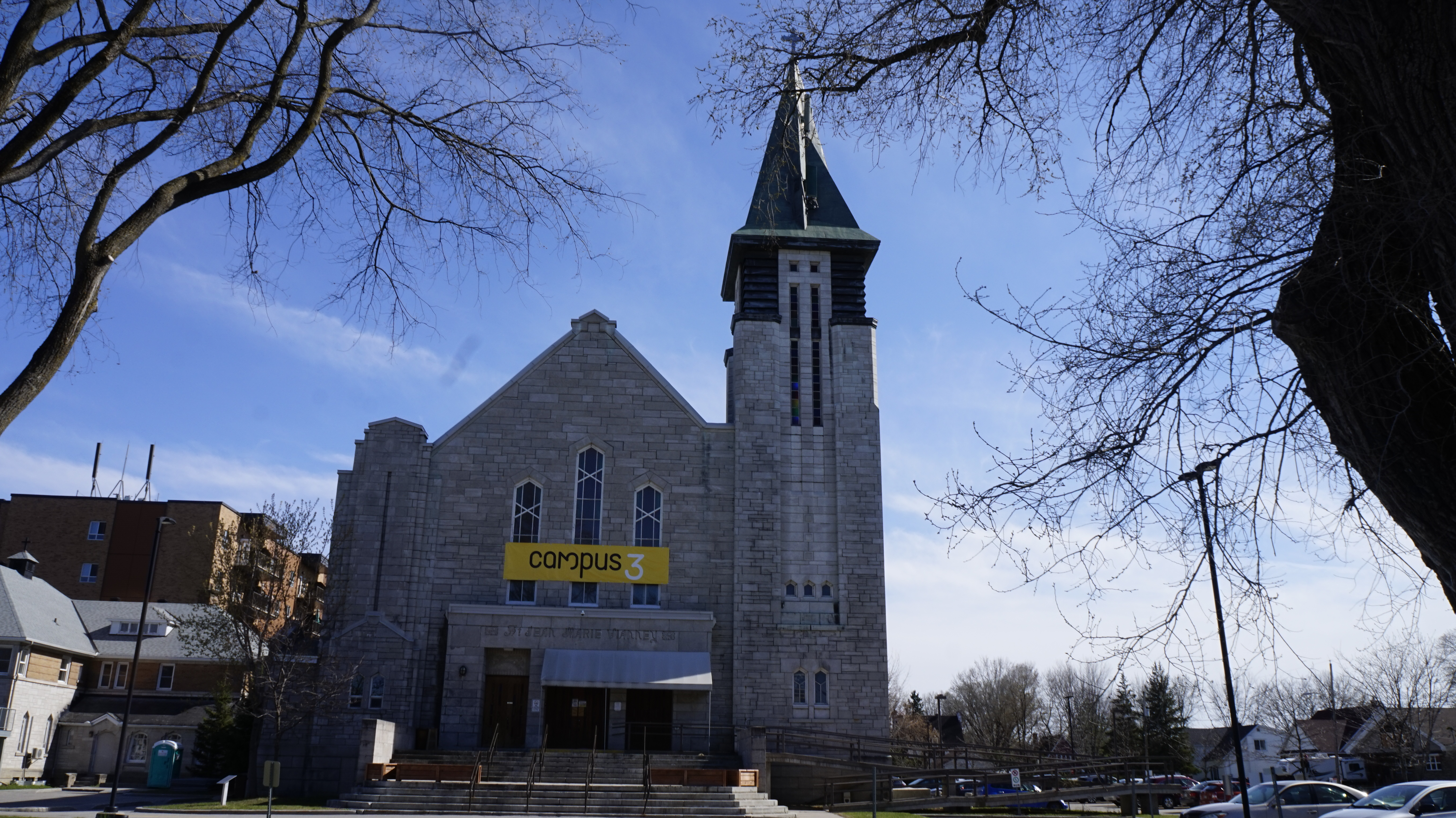
Voormalige kathedraal Saint-Jean-Marie-Vianney
Wapen van het aartsbisdom Gatineau
Kerkprovincie Gatineau op een kaart van de Canadese bisdommen

Gatineau (aartsbisdom) · Amos · Rouyn-Noranda